# Sunshine (canção de Alice in Chains)
"Sunshine" é uma canção da banda de rock americana Alice in Chains. É a oitava faixa do primero álbum de estúdio da banda, Facelift, lançado em 1990. A canção foi escrita pelo guitarrista/vocalista Jerry Cantrell em tributo à mãe, Gloria, que morreu em 1987.

## Origem
O guitarrista/vocalista Jerry Cantrell escreveu a canção em homenagem à sua mãe Gloria, que morreu de cancer em Abril de 1987. Cantrell disse em entrevista à revista SPIN em 1991:
"Quando eu era criança, eu sempre dizia a ela: "Eu vou ser famoso e vou comprar uma casa para você e você nunca mais terá que trabalhar de novo. Eu vou cuidar de você como você cuidou de mim." Quando ela faleceu, foi uma época muito ruim para mim. Eu não sabia como lidar com isso, e ainda não sei. Mas isso me deu o ímpeto de fazer o que estou fazendo."

## Performances ao vivo
O Alice in Chains tocou "Sunshine" ao vivo pela primeira vez em 15 de Julho de 1989, durante um show no clube Natacha's em Bremerton, Washington. A banda tocou a canção pela última vez com o vocalista original Layne Staley em 1 de Fevereiro de 1991, no Off Ramp Cafe em Seattle, Washington.
Após 24 anos, a banda voltou a tocar a canção ao vivo em seu show no festival Musikfest em Bethlehem, Pennsylvania, em 16 de Agosto de 2015, dessa vez com o novo vocalista William DuVall cantando no lugar de Staley.

## Créditos
- Layne Staley – vocal principal
- Jerry Cantrell – guitarra, vocal de apoio
- Mike Starr – baixo
- Sean Kinney – bateria